# Całe życie z fotografią

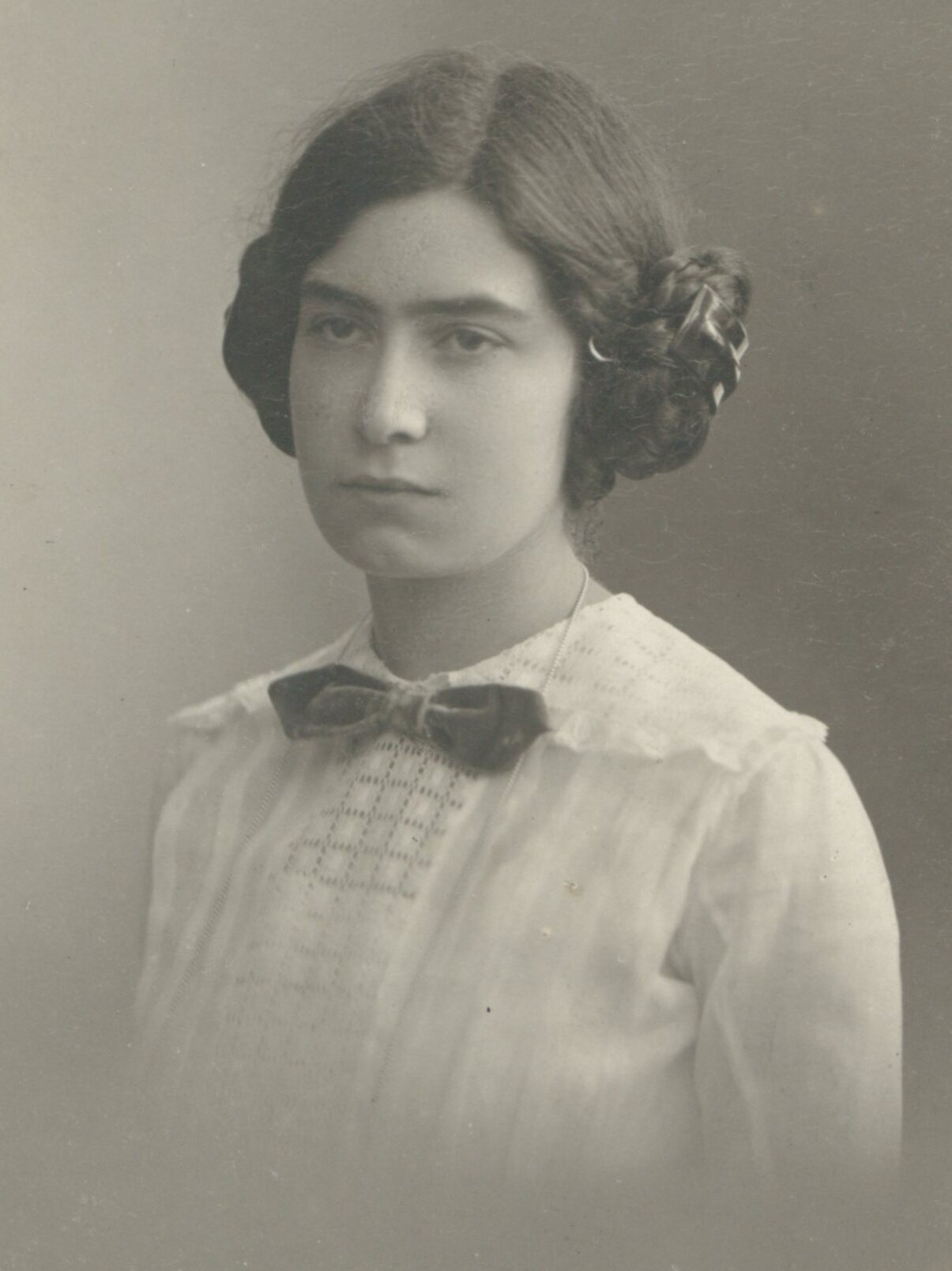
Janina Mierzecka (1913)

Całe życie z fotografią – książka, wspomnienia Janiny Mierzeckiej, wydana w 1981 roku przez Wydawnictwo Literackie w Krakowie.

## Charakterystyka
Wydawnictwo jest publikacją stanowiącą wspomnienia Janiny Mierzeckiej – polskiej artystki fotograf, członkini Lwowskiego Towarzystwa Fotograficznego, członkini Fotoklubu Polskiego, członkini, współzałożycielki ówczesnego Polskiego Związku Artystów Fotografów – od 1952 Związku Polskich Artystów Fotografików. Całe życie z fotografią to przekrój działalności artystycznej na niwie fotografii – począwszy od wczesnej działalności autorki książki poprzez pracę w Lwowskim Towarzystwie Fotograficznym, działalności w Fotoklubie Polskim, we wrocławskim oddziale Polskiego Towarzystwa Fotograficznego – do pracy na rzecz utworzenia Delegatury ZPAF we Wrocławiu, późniejszego Okręgu Dolnośląskiego Związku Polskich Artystów Fotografików. 
W końcowej części publikacji autorka zamieściła zestawienia – wykaz polskich czasopism fotograficznych wydawanych w latach 1895–1976, wykaz polskich stowarzyszeń fotograficznych, istniejących w latach 1981–1958 oraz noty biograficzne lwowskich fotografów. Kolejną częścią książki jest zestawienie wystaw fotograficznych – dorocznych lwowskich wystaw w latach 1903–1939, międzynarodowych salonów fotografiki w Polsce w latach 1927–1939, zbiorowych wystaw fotografii we Lwowie w latach 1926–1937, zbiorowych wystaw członków Lwowskiego Towarzystwa Fotograficznego w latach 1932–1937 oraz indywidualnych wystaw fotograficznych (m.in) Jana Neumana, Henryka Mikolascha, Janiny Mierzeckiej, Włodzimierza Puchalskiego, Witolda Romera (w latach 1930–1976). Kolejny rozdział publikacji stanowi zestawienie zjazdów delegatów polskich stowarzyszeń fotograficznych w latach 1927–1937. Ostatnią część książki stanowi zbiór czarno-białych reprodukcji fotografii autorki książki oraz fotografii artystów fotografów lwowskich.